# Lixing-lès-Saint-Avold
Lixing-lès-Saint-Avold és un municipi francès, situat al departament del Mosel·la i a la regió del Gran Est. L'any 2007 tenia 721 habitants.

## Demografia

### Població
El 2007 la població de fet de Lixing-lès-Saint-Avold era de 721 persones. Hi havia 296 famílies, de les quals 76 eren unipersonals (28 homes vivint sols i 48 dones vivint soles), 84 parelles sense fills, 112 parelles amb fills i 24 famílies monoparentals amb fills.
La població ha evolucionat segons el següent gràfic:
Habitants censats

### Habitatges
El 2007 hi havia 312 habitatges, 299 eren l'habitatge principal de la família, 1 era una segona residència i 12 estaven desocupats. 241 eren cases i 71 eren apartaments. Dels 299 habitatges principals, 234 estaven ocupats pels seus propietaris, 58 estaven llogats i ocupats pels llogaters i 7 estaven cedits a títol gratuït; 1 tenia una cambra, 6 en tenien dues, 30 en tenien tres, 42 en tenien quatre i 220 en tenien cinc o més. 279 habitatges disposaven pel capbaix d'una plaça de pàrquing. A 131 habitatges hi havia un automòbil i a 137 n'hi havia dos o més.

### Piràmide de població
La piràmide de població per edats i sexe el 2009 era:
| Homes | Edats   | Dones |
| ----- | ------- | ----- |
| 0     | 95 o +  | 0     |
| 0     | 90 a 94 | 0     |
| 4     | 85 a 89 | 0     |
| 4     | 80 a 84 | 8     |
| 12    | 75 a 79 | 12    |
| 8     | 70 a 74 | 16    |
| 20    | 65 a 69 | 24    |
| 28    | 60 a 64 | 12    |
| 12    | 55 a 59 | 28    |
| 20    | 50 a 54 | 24    |
| 24    | 45 a 49 | 12    |
| 0     | 40 a 44 | 24    |
| 64    | 35 a 39 | 36    |
| 28    | 30 a 34 | 32    |
| 24    | 25 a 29 | 28    |
| 12    | 20 a 24 | 16    |
| 16    | 15 a 19 | 12    |
| 16    | 10 a 14 | 24    |
| 28    | 5 a 9   | 24    |
| 28    | 0 a 4   | 12    |

## Economia
El 2007 la població en edat de treballar era de 484 persones, 321 eren actives i 163 eren inactives. De les 321 persones actives 296 estaven ocupades (156 homes i 140 dones) i 25 estaven aturades (12 homes i 13 dones). De les 163 persones inactives 58 estaven jubilades, 39 estaven estudiant i 66 estaven classificades com a «altres inactius».

### Ingressos
El 2009 a Lixing-lès-Saint-Avold hi havia 273 unitats fiscals que integraven 664,5 persones, la mediana anual d'ingressos fiscals per persona era de 17.895 €.

### Activitats econòmiques
Dels 22 establiments que hi havia el 2007, 1 era d'una empresa alimentària, 1 d'una empresa de fabricació d'altres productes industrials, 4 d'empreses de construcció, 1 d'una empresa de comerç i reparació d'automòbils, 3 d'empreses d'hostatgeria i restauració, 2 d'empreses d'informació i comunicació, 2 d'empreses immobiliàries, 2 d'empreses de serveis, 4 d'entitats de l'administració pública i 2 d'empreses classificades com a «altres activitats de serveis».
Dels 11 establiments de servei als particulars que hi havia el 2009, 1 era un taller de reparació d'automòbils i de material agrícola, 1 autoescola, 1 paleta, 2 guixaires pintors, 1 electricista, 1 empresa de construcció, 1 perruqueria i 3 restaurants.
L'únic establiment comercial que hi havia el 2009 era una fleca.
L'any 2000 a Lixing-lès-Saint-Avold hi havia 4 explotacions agrícoles.

## Equipaments sanitaris i escolars
L'únic equipament sanitari que hi havia el 2009 era un centre de salut.
El 2009 hi havia 1 escola maternal i 1 escola elemental.

## Poblacions més properes
El següent diagrama mostra les poblacions més properes.